# نيولود
نيولود (بالإنجليزية : Neoload) هو عبارة عن منصة مؤتمتة لاختبارتحمل الحمل والضغط لأداء تطبيقات المؤسسات المختلفة وذلك باستمرار.
فهو يبسط اختبار الأداء ويقيسه، سواء تعلق الأمربواجهات برمجة التطبيقات أو الخدمات المصغرة أو اختبار شاملا للتطبيق (ابتداء من الواجهة وانتهاء إلى الخدمة)، كل ذلك باستعمال خصوصيات خلّاقة تستند إلى البروتوكولات المستعملة والمتصفح.
إنه يوفر للمختبرين والمطورين تصميمًا آليًا للاختبار مع إمكانية صيانته، والمحاكاة الأكثر واقعية لسلوك المستخدم (البشري)، والتحليل السريع للسبب الجذري والتكامل المدمج مع سلسلة أدوات دورة حياة تطوير البرامج بالكامل.
تم تصميمه وتطويره وتسويقه من قبل شركة نيوتيس (Neotys) ، وهي شركة مملوكة ملكية خاصة  مقرها في جيمنوص (Gémenos) بفرنسا.

## الخصوصيات
يعمل نيولود من خلال محاكاة حركة المرور (قد تصل إلى ملايين المستخدمين) لتحديد أداء التطبيق تحت الحمل وتحليل زمن الاستجابة وتحديد الحد الأقصى لعدد المستخدمين المتزامنين الذين يمكن أن يتعامل معهم (دون خلل) الموقع عبر الإنترنت أو الإنترانت أو تطبيق الهاتف المحمول. وهو يمكن من إجراء الاختبارات من داخل جدار الحماية (داخل شبكة المؤسسة) أو من السحابة.
بالإضافة إلى محاكاة حركة مرور عبر الشبكة، فإن نيولود يحاكي أيضًا نشاط معاملات المستخدم النهائي بما في ذلك المهام العادية العامة مثل إرسال نماذج الطلب أو تنفيذ عمليات البحث وذلك عن طريق محاكاة المستخدمين "الافتراضيين" الذين يصلون إلى وحدات تطبيق عبر الإنترنت لموقع معين.
يوفر نيولود معلومات الأداء المطلوبة لاستكشاف الاختناقات وإصلاحها لضبط التطبيق بدقة والخوادم الداعمة للتطبيق مما يتيح تحسين أداء الكل.
يتيح نيولود مراقبة خوادم الويب وقواعد البيانات والتطبيقات مثل خادم تطبيق جاي بوص (JBoss) و إتش بي - يو إكس 11 (HP-UX 11) و ويبلوجيك (Weblogic) و ويب سفير (WebSphere) وتوم كات أباتشي (Apache Tomcat) وقاعدة بيانات ماي إس كيو إل (MySQL).

## طريقة الاشتغال
يتم تطوير "البرامج النصية" الخاصة بنيولود عبر واجهة المستخدم الرسومية، والتي توفر إمكانية برمجة شروط وحلقات وهياكل البرمجة الأخرى. يمكن إدراج جافا سكريبت للاستخدامات الأكثر تقدمًا، مثل تشفير كلمة المرور إذا تطلب الأمر ذلك.
يدعم نيولود المصادقة الأساسية (وهي الطريقة التي تسمح لمتصفح الويب مثلا لتوفير اسم مستخدم وكلمة مرور عند تقديم طلب) والملخصة (وهي الطريقة التي يمكن استخدامها لتأكيد هوية المستخدم قبل إرسال معلومات حساسة) و أن تي أل لأم NTLM (عبارة عن مجموعة من بروتوكولات أمان مايكوسوفت تهدف إلى توفير المصادقة والتكامل والسرية للمستخدمين) والمصادقة المستندة إلى الاستمارة.
يمكن نيولود من تسجيل طلبات بروتوكول نقل النص الفائق (HTTP) و بروتوكول نقل النص الفائق الآمن (HTTPS) وإعادة تشغيل التسجيل لاحقا مع دعم مصادقة شهادة العميل.
يدعم نيولود مايلي:
- مكونات آكتيف إكس طالما أن الاتصال بالخادم يتم عبر بروتوكول نقل النص الفائق .
- أي نوع من تطبيقات الويب بما في ذلك تلك التي تستخدم بي إتش بي، سواب، سيلفرلايت، مجموعة أدوات الويب من جوجل (GWT)، منصة جافا 2 إصدار المؤسسة (J2EE)، دوت نت ، أجاكس ، تقنية بوش (Push) والتي يتم من خلالها دفع الطلب من طرف الخادم وليس العميل كما هو معتاد ، وما إلى ذلك طالما أنها متوافقة مع بروتوكول نقل النص الفائق 1.0 أو 1.1.
- تطبيقات الهاتف المحمول الهجينة (التي تستعمل متصفحا مثبتا بها إضافة إلى أجزاء أخرى من التطبيق منشورة عبر الويب) والأصلية (التي تستعمل أجزاء مثبتة كلية على الهاتف أو أي  جهاز أو أداة أخرى).
- وهو يدعم الفيديو (تدفق بروتوكول نقل النص الفائق و آرتي أم بي (RTMP)).
- بروتوكول جسون وسبيدي.

يمَكن من محاكاة ظروف الشبكة المختلفة مثل : تأخر زمن الوصول، وفقدان حزم الشبة، و عرض النطاق الترددي.

## الاستحواذات
في 30 مارس 2021 ، استحوذت شركة تريسنتس (Tricentis) على نيوتيس.